# Sundridge, Kanada
Sundridge är en ort i Kanada.   Den ligger i provinsen Ontario, i den sydöstra delen av landet, 290 km väster om huvudstaden Ottawa. Sundridge ligger 340 meter över havet och antalet invånare är 985. Den ligger vid sjön Bernard Lake.
Terrängen runt Sundridge är platt. Runt Sundridge är det mycket glesbefolkat, med 7 invånare per kvadratkilometer.. Närmaste större samhälle är Strong, 6,2 km sydväst om Sundridge. 
I omgivningarna runt Sundridge växer i huvudsak blandskog.